# Denis Barberet
 (juin 2019).
Si vous disposez d'ouvrages ou d'articles de référence ou si vous connaissez des sites web de qualité traitant du thème abordé ici, merci de compléter l'article en donnant les références utiles à sa vérifiabilité et en les liant à la section « Notes et références ».
Denis Barberet, né le 17 octobre 1714 à Arnay-le-Duc (Bourgogne) et mort en 1770, est un médecin et homme de science français, membre de plusieurs sociétés savantes.

## Biographie
Il est né au milieu des vignobles de Bourgogne. Il fut reçu médecin à la faculté de Montpellier et voyagea en Italie. En 1743, il s'établit à Dijon puis à Bourg-en-Bresse, avant d'exercer à partir de 1766 à Toulon et dans les armées comme médecin de la Marine. Il « s'était fait connaître surtout par des bons mémoires couronnés par diverses sociétés savantes » (Larousse du XIXe siècle).
Il se distingua par son souci briguer les suffrages académiques, et par son empressement à répondre aux questions que les sociétés savantes, encore dans le zèle de leur première institution, présentaient de toutes parts aux esprits avides d'instruction.
Il travailla même à la collection académique ou recueil de mémoires, d'actes, etc., qui se publiait à Dijon, et rédigea les tables raisonnées des premiers volumes.

## Publications
- Dissertation sur le rapport qui se trouve entre les phénomènes du tonnerre et ceux de l'électricité, qui a remporté le prix au jugement de l'Académie royale des Belles-Lettres, Sciences et Arts,  Bordeaux, chez Pierre Brun, 1750. Mémoire sur le caractère électrique des phénomènes atmosphériques, qui obtint le premier prix de l'Académie des sciences de Bordeaux.
- Mémoire qui a remporté le prix de physique de l'année 1761. Au jugement de l'Académie des Sciences, Belles-Lettres et Arts de Lyon, Lyon, Duplain, 1761 (ce mémoire roule sur une question : « Quelles sont les causes qui font pousser le vin ? Quels sont les moyens de prévenir cet accident et d'y remédier, sans que la qualité du vin devienne nuisible à la santé ? ».  On y trouve surtout des observations précieuses sur les altérations spontanées que la continuation du travail fermentatif amène chaque jour dans le vin, sur les moyens de les régler, de bâter celles qui ajoutent à ses bonnes qualités, de le maintenir le plus longtemps possible à cet état, de prévenir, suspendre celles de ces altérations qui lui sont contraires. On regrette que les connaissances chimiques actuelles n'aient pu l'éclairer et lui servir à lier tous ces faits, qui n'en sont pas moins de précieux matériaux pour une histoire du vin.)
- Remarques sur la culture des vignes de Beaune et lieux circonvoisins, par M. l'abbé (François) Tainturier, rédigées à Beaune par M. le Dr Barberet. Ce texte manuscrit ne fut imprimé et révélé au public qu'en l'an 2000 [Éditions de l'Armançon, Précy-sous-Thil].
- Mémoire sur la meilleure manière d'amender les terres, prix de l'Académie de Rouen, partagé avec l'abbé Carro, en 1763.
- Mémoire sur les maladies épidémiques des bestiaux, qui a remporté le prix proposé par la Société royale d'agriculture de la Généralité de Paris, pour l’année 1765. Paris, La Veuve d’Houry, 1766 ; mémoire « où l'on trouve aussi, d'après Michaud, les premiers germes d'une médecine vétérinaire bien ordonnée, et un des premiers essais en ce genre, que les médecins, égarés par des préjugés, avaient pour la plupart refusé jusqu'alors de cultiver. »
- Dissertation sur la nature et la formation de la grêle, rédigée en 1769 à l'attention de l'Académie de Dijon, sans doute en raison des fréquentes perturbations météorologiques auxquelles fait également allusion l'abbé Tainturier.